# Jasir Selmani
Jasir Selmani (in macedone Јасир Селмани?; Tetovo, 21 gennaio 1991) è un ex calciatore macedone, di ruolo centrocampista.

## Carriera

### Club

#### Škendija
Selmani ha cominciato la carriera con la maglia dello Škendija. Ha esordito nella Prva Liga in data 19 marzo 2011, subentrando a Valmir Nafiu nel successo per 0-1 maturato sul campo del Pelister. In quella stessa stagione, lo Škendija ha conquistato il campionato.
Il 13 luglio successivo ha esordito nelle competizioni europee per club, quando ha sostituito Muhamed Useini nella sconfitta per 4-0 arrivata sul campo del Partizan. Il 24 luglio è stato impiegato da titolare nella Supercoppa di Macedonia 2011, che la sua squadra si è aggiudicata grazie al successo per 2-1 sul Metalurg Skopje. L'11 dicembre ha trovato la prima rete nella massima divisione macedone, nel 2-1 inflitto al Sileks Kratovo.

#### Vllaznia, Renova e Ferizaj
Terminata l'esperienza allo Škendija, Selmani è stato ingaggiato dagli albanesi del Vllaznia. Il giocatore ha svolto l'intera preparazione con la squadra, ma sul finire di agosto 2015 gli è stato comunicato come non facesse parte dei piani dell'allenatore. Il giocatore ha quindi rescisso l'accordo con il club, svincolandosi.
Una volta svincolatosi dal Vllaznia, Selmani è tornato in Macedonia per militare nelle file del Renova, in Prva Liga. Il 14 settembre ha esordito con questa casacca, schierato titolare nella sconfitta esterna maturata sul campo della sua ex squadra dello Škendija, col punteggio di 3-1. Ha disputato 17 partite di campionato per il Renova.
È poi passato ai kosovari del Ferizaj, militanti in Superliga e Futbollit të Kosovës.

#### Follo
A marzo 2017, Selmani si è aggregato ai norvegesi del Follo, militanti in 2. divisjon, terzo livello del campionato locale, per sostenere un provino. È stato successivamente tesserato. Ha esordito in squadra il 10 giugno, subentrando ad Håvard Haugen Dalseth nella sconfitta per 3-0 maturata sul campo dell'HamKam. Il 7 ottobre 2017 ha trovato la prima rete, nel 5-2 inflitto allo Skeid.

### Nazionale
Selmani ha giocato per la Macedonia del Nord under 21. Ha debuttato il 9 giugno 2012, sostituendo Vladica Brdarovski nello 0-0 contro l'Arabia Saudita under 23.

## Statistiche

### Presenze e reti nei club
Statistiche aggiornate al 27 ottobre 2017.
| Stagione        | Club            | Campionato      | Campionato | Campionato | Coppe nazionali | Coppe nazionali | Coppe nazionali | Coppe continentali | Coppe continentali | Coppe continentali | Supercoppe | Supercoppe | Supercoppe | Totale | Totale |
| Stagione        | Club            | Comp            | Pres       | Reti       | Comp            | Pres            | Reti            | Comp               | Pres               | Reti               | Comp       | Pres       | Reti       | Pres   | Reti   |
| --------------- | --------------- | --------------- | ---------- | ---------- | --------------- | --------------- | --------------- | ------------------ | ------------------ | ------------------ | ---------- | ---------- | ---------- | ------ | ------ |
| 2010-2011       | Škendija        | PL              | 5          | 0          | CM              | ?               | ?               | -                  | -                  | -                  | -          | -          | -          | 5+     | 0+     |
| 2011-2012       | Škendija        | PL              | 25         | 4          | CM              | ?               | ?               | UCL                | 2                  | 0                  | SM         | 1          | 0          | 28+    | 4+     |
| 2012-2013       | Škendija        | PL              | 14         | 0          | CM              | 3               | 0               | UEL                | 2                  | 0                  | -          | -          | -          | 19     | 0      |
| 2013-2014       | Škendija        | PL              | 24         | 4          | CM              | 1               | 0               | -                  | -                  | -                  | -          | -          | -          | 25     | 4      |
| 2014-2015       | Škendija        | PL              | 9          | 1          | CM              | 0               | 0               | UEL                | 2                  | 0                  | -          | -          | -          | 11     | 1      |
| Totale Škendija | Totale Škendija | Totale Škendija | 77         | 9          |                 | 4+              | 0+              |                    | 6                  | 0                  |            | 1          | 0          | 88+    | 9+     |
| 2015-2016       | Renova          | PL              | 17         | 0          | CM              | ?               | ?               | -                  | -                  | -                  | -          | -          | -          | 17+    | 0+     |
| 2016-2017       | Ferizaj         | SL              | ?          | ?          | CK              | ?               | ?               | -                  | -                  | -                  | -          | -          | -          | ?      | ?      |
| 2017            | Follo           | 2D              | 14         | 1          | CN              | 0               | 0               | -                  | -                  | -                  | -          | -          | -          | 14     | 1      |
| Totale carriera | Totale carriera | Totale carriera | 108+       | 10+        |                 | 4+              | 0+              |                    | 6                  | 0                  |            | 1          | 0          | 119+   | 10+    |

## Palmarès

### Club

#### Competizioni nazionali
- Campionato macedone: 1

Škendija: 2010-2011
- Supercoppa di Macedonia: 1

Škendija: 2011